# 薛店镇 (新郑市)
薛店镇，是中华人民共和国河南省郑州市新郑市下辖的一个乡镇级行政单位。

## 行政区划
薛店镇下辖以下地区：
小马庄村、草店村、草庙马村、薛集村、常刘村、岳庄村、大吴庄村、西场李村、文正村、菜园马村、王张村、庙东陈村、岗周村、花庄村、龙占洼村、格大张村、山后马村、炮嶂山村、港区村、贾庄村和观沟村。

## 交通
- 京广铁路：薛店站